# Kindesunterhaltfondsverwaltung am litauischen Sozial- und Arbeitsministerium
Die Kindesunterhaltfondsverwaltung am litauischen Sozial- und Arbeitsministerium (lit. Vaikų išlaikymo fondo administracija prie Socialinės apsaugos ir darbo ministerijos) ist eine staatliche litauische Behörde, die das Kindesunterhaltfonds verwaltet und die Interessen von Kindern in den Angelegenheiten des Kindesunterhalts vertritt. Die Behörde untersteht dem Sozial- und Arbeitsministerium der Republik Litauen. Sie ist mit 30 Mitarbeitern besetzt (Stand: 2015). Sie hat seinen Sitz in Vilnius, im Stadtteil Šnipiškės.

## Geschichte
Die Behörde wurde 2007 nach dem Gesetz über Kindesunterhaltfonds (Lietuvos Respublikos vaikų išlaikymo fondo įstatymas) von 2007 errichtet. Zu dieser Zeit gab es eine gemeinsame Einrichtung für Verwaltung von Arbeitnehmer-Garantie-Kindesunterhaltfonds (Garantinio ir vaikų išlaikymo fondų administracija). Seit 2010 besteht je eine separate Behörde für die Arbeitnehmer-Garantien und den Kindesunterhalt.

## Leitung
- Ina Skubilovienė